# Питти (футболист)
Луис Пауло Даниэл Барбоса (порт. Luiz Paulo Daniel Barbosa; род. 29 ноября 1987, Сан-Жозе-дус-Кампус, Сан-Паулу) — бразильский футболист, защитник.

## Карьера
Виллен родился в городе Сан-Жозе-дус-Кампус и стал заниматься в клубе родного города в 2008 году. В следующем году игрок отправился в другой клуб города — «Примейра Камиса». Первым серьезным вызовом для игрока стал турецкий клуб «Трабзонспор», играющий в высшей лиги Турции и еврокубках, однако, защитник не сумел проявить себя, и не сыграв, ни одного матча покинул команду и вернулся на родину в «Примейру». Следующим клубом игрока «Таубате», за который он сыграл 18 матчей, забил два гола (в течение единственного сезона в клубе).